# Lzzy Hale
Lzzy Hale, (née Elizabeth Mae Hale le 10 octobre 1983) est une chanteuse, compositrice et musicienne américaine. Elle est principalement connue en tant que chanteuse principale et guitariste rythmique du groupe de hard rock américain Halestorm, qu'elle a cofondé en 1997.

## Carrière
Lzzy Hale a commencé à écrire et à jouer de la musique en 1997. Elle a remporté son succès en tant que chanteuse principale de Halestorm et a fait des collaborations avec des artistes tels que Eric Church, Lindsey Stirling, Amy Lee d'Evanescence, Shinedown, Machine Gun Kelly, Black Stone Cherry, Seether, Adrenaline Mob, Stone Sour ou Avatar.   

### Apparitions comme invitée
En tant qu'artiste, Lzzy Hale a collaboré avec plusieurs autres groupes. Les chansons auxquelles elle a prêté sa voix comprennent notamment : 
- Shed Some Light (dans Us and Them) et "Breaking Inside" (dans The Sound of Madness) de Shinedown
- Close My Eyes Forever de Device
- Forget About the Blame (Moon Version) (dans Letters From the Labyrinth) du Trans-Siberian Orchestra[4]
- Shatter Me (dans Shatter Me)[5] de Lindsey Stirling
- Won't Let Go (dans Between the Devil & the Deep Blue Sea) de Black Stone Cherry
- Come Undone (dans Omertá) d'Adrenaline Mob (reprise du titre de Duran Duran)
- Gimme Shelter (dans Straight Outta Burbank...) de Stone Sour (reprise du titre de The Rolling Stones)
- Spotlight (dans General Admission) de Machine Gun Kelly
- Our New World (single, 2016) de Dream Theater[6]
- Only Happy When It Rains (dans Diary of a Creep) de New Years Day (reprise du titre de Garbage)[7],[8]
- "Song of Women" de The Hu

Le 7 avril 2018, Hale, soutenue par Cane Hill, a joué la musique d'entrée sur le ring de la lutteuse Ember Moon pour la défense par celle-ci du titre féminin NXT contre Shayna Baszler, interprétant Free the Flame au NXT TakeOver: New Orleans.

## Vie privée
Le 11 octobre 2014, Lzzy Hale déclare être bisexuelle sur son compte Twitter personnel. Le 30 octobre 2015, le membre de Halestorm Josh Smith confirme que Hale a eu une relation de temps à autre avec son collègue guitariste, Joe Hottinger. 